# Чадвик, Джун
Джун Ча́двик (англ. June Chadwick; 30 ноября 1951, Уорикшир, Англия, Великобритания) — английская актриса

.

## Биография
Джун Чадвик родилась 30 ноября 1951 года в Уорикшире (Англия, Великобритания). Её отец был агентом по недвижимости, а мать — профессиональным игроком в бридж, участвующим в чемпионатах игры. Есть старший брат. Обучалась в Родине. 
Джун дебютировала в кино в 1978 году, сыграв роль медсестры в фильме «Возвращение». Её самые известные роли на телевидении — Лидия из научно-фантастического телесериала «V» и Лейтенант Джоанна Паризи в третьем сезоне сериала «Быстрое течение». Её самая известная кинороль — Джинин Петтибоун в псевдодокументальном фильме «Это — Spinal Tap» (1981). К 2001 году Чадвик сыграла в 34-х фильмах и телесериалах, озвучила роль Доктора Шейлу Тэтчер в видеоигре «Star Trek: Away Team» и завершила карьеру.
Джун замужем за доктором-хирургом Тоби Мейером, с которым познакомилась в Лос-Анджелесе.

## Избранная фильмография
| Год  |   | Русское название          | Оригинальное название | Роль                                                                              |
| ---- | - | ------------------------- | --------------------- | --------------------------------------------------------------------------------- |
| 1982 | ф | Запретный мир             | Forbidden World       | Доктор Барбара Глейзер                                                            |
| 1984 | ф | Это — Spinal Tap          | This Is Spinal Tap    | Джинин Петтибоун                                                                  |
| 1984 | с | Частный детектив Магнум   | Magnum, P.I.          | Леди Синтия Уоррингтон Стаут / «Синди» / английская бортпроводница / девушка Рика |
| 1985 | с | Команда «А»               | The A-Team            | Карла Сингер                                                                      |
| 1986 | с | Секретный агент Макгайвер | MacGyver              | Доктор Джил Мелисса Ладлем                                                        |
| 1986 | ф | Джек-попрыгун             | Jumpin' Jack Flash    | Джиллиан                                                                          |
| 1989 | с | Мэтлок                    | Matlock               | Патриша Тейлор                                                                    |
| 1989 | с | Она написала убийство     | Murder, She Wrote     | Памела Дрейк                                                                      |